# Überseering 45

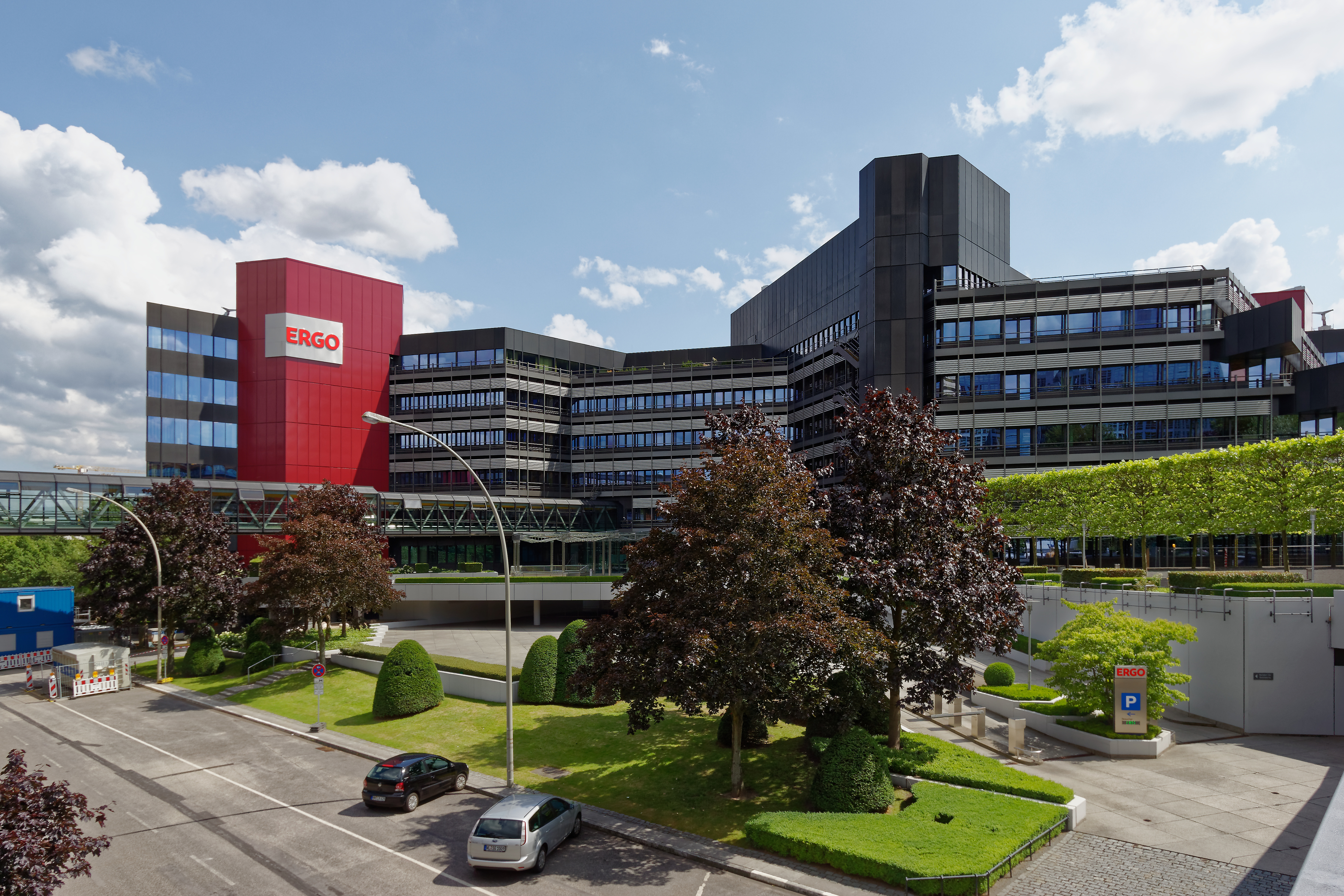
Ansicht von der Ecke Überseering/New-York-Ring

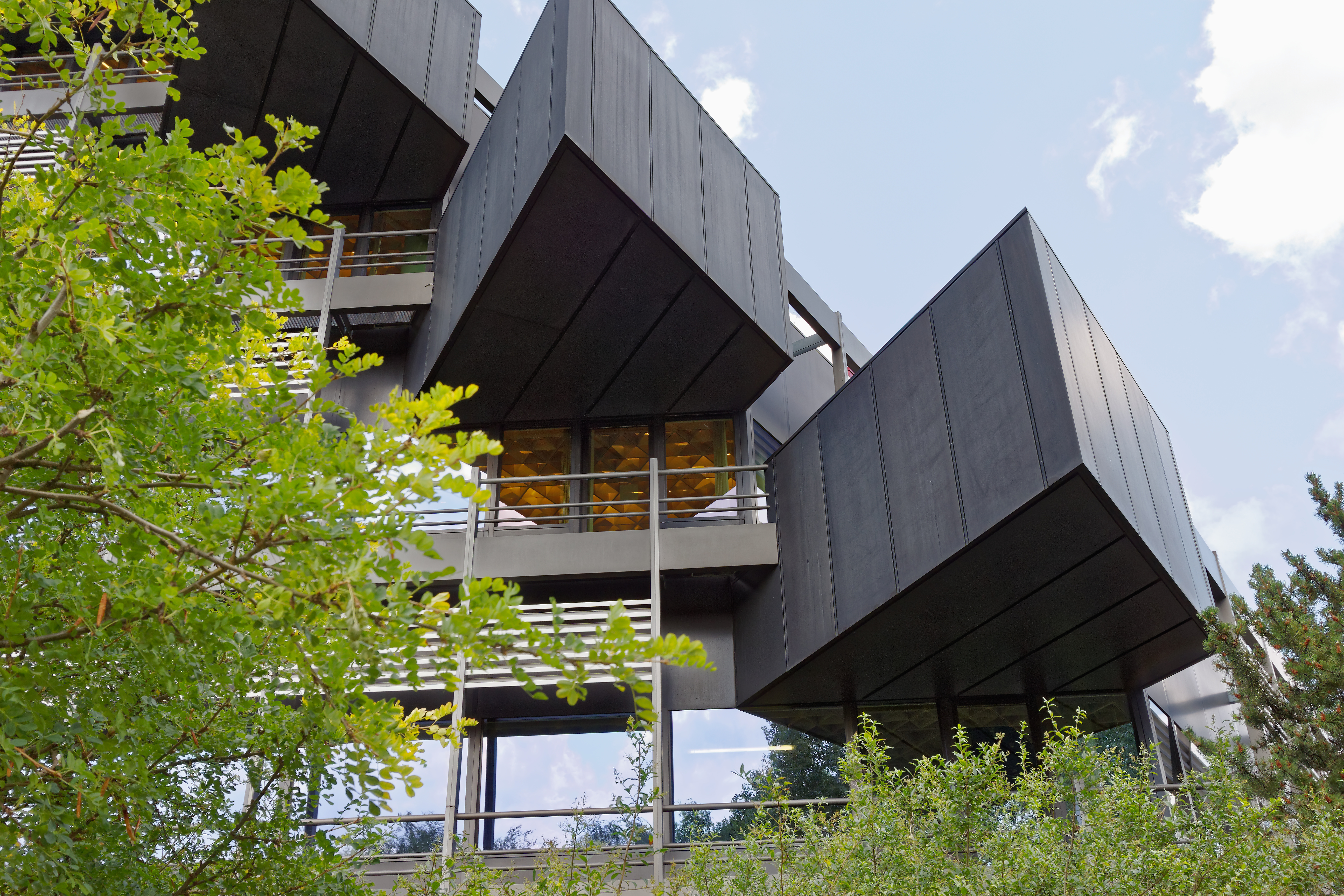
Balkongestaltung an der Fassade zum Jahnring

Das Bürohaus Überseering 45 oder ERGO-Gebäude ist ein 1974 fertig gestellter Gebäudekomplex in der Hamburger Bürostadt City Nord, in dem heute die Lebensversicherungssparte der Ergo Versicherungsgruppe untergebracht ist. Das Gebäude wurde 2019 unter Denkmalschutz gestellt. Die konzeptionelle Schlüssigkeit des Baukomplexes macht ihn „zu einem herausragenden Beispiel der deutschen Nachkriegsmoderne“.

## Bau und Architektur
Mit seinen 149.100 m² Brutto-Grundfläche zählt das Gebäude zu den größten Bürohäusern in Hamburg. Es zeigt den Trend der 1970er-Jahre zu komplexeren Strukturen. Hier wurde als Grundlage ein 60-Grad-Raster gewählt, wodurch sich ungewöhnliche Perspektiven ergeben und immer wieder Variationen von Dreiecken und Sechsecken sichtbar werden. An der unterschiedlichen Gestaltung der Fassade lässt sich die Funktion der dahinterliegenden Räume erkennen: umlaufende Galerien mit Sonnenschutz kennzeichnen die Büroräume, Vorhangfassaden die Pausen- und Konferenzräume, fensterlose, farbige Türme die Versorgungsbereiche.
Einer der Vorgänger der ERGO-Gruppe, die Hamburg-Mannheimer-Versicherung, hatte 1968 das Grundstück gekauft und 1969 einen Architektenwettbewerb gestartet. Die Hamburg-Mannheimer gehörte damals zu den drei größten deutschen Lebensversicherern und hatte in den Jahren seit 1950 einen stark wachsenden Bestand an Versicherungen. Um den prognostizierten langfristigen Raumbedarf decken zu können, wollte man ein Gebäude bauen, in dem bis zu 2500 Arbeitsplätze untergebracht werden sollten. Eine Analyse der internen Abläufe empfahl eine Lösung mit Großraumbüros, für die dann im Architektenwettbewerb ein Anteil von 90 % aller Arbeitsplätze gefordert wurde. Das Team um Friedrich Spengelin erhielt den Auftrag, seinen Entwurf mit Großräumen von bis zu 6000 m² Fläche und 750 Arbeitsplätzen umzusetzen.
Das enorme Volumen des Gebäudes ist von außen kaum wahrnehmbar, da einige Maßnahmen ergriffen wurden, um dieses zu kaschieren. So werden die hohen Großraumgeschosse nach außen durch vorgesetzte Sonnenschutzlamellen als normal hohe Geschosse wahrgenommen. Die stark gegliederte Form löst das Gebäude optisch in kleinere Einheiten auf, Spengelin hat sich nach eigenen Worten besonders „um Gliederung und Differenzierung bemüht“. Zusätzlich befinden sich 4 der 12 Geschosse und damit knapp 40 % des Bauvolumens unter der Erde. Alle Großraumbüros befinden sich oberhalb der Fußgängerebene und sind über einen zentral gelegenen Kern mit Fahrtreppen und Aufzügen erschlossen. Um die Arbeitsplätze auf den sehr großen Büroflächen angenehm und sicher zu gestalten, wurde eine flächendeckende Sprinkleranlage installiert und aufwendige Schallschutzmaßnahmen umgesetzt. Im oberen Teil liegen die Vorstandsbüros, Konferenzräume und die Bibliothek. Unterhalb der Eingangsebene gibt es einen ungewöhnlich großzügigen Bereich mit Sozialräumen wie Kantine, Café, Sportanlagen und Kegelbahn. In den weiteren Untergeschossen sind Technik- und Logistikbereiche, Garagen, Archive und ein Rechenzentrum untergebracht.
Baubeginn war am 26. Juni 1971, Grundsteinlegung am 16. Juni 1972 und Richtfest am 18. April 1973. Im Laufe des zweiten Halbjahres 1974 nahmen die Beschäftigten ihre Arbeit im neuen Gebäude auf, die offizielle Einweihung fand am 4. Februar 1975 statt.
Angesichts der Größe des Gebäudes bezweifelten die unmittelbaren Nachbarn Edeka und Treuarbeit die Rechtmäßigkeit des Baus und fochten die Baugenehmigung an. In der Gerichtsverhandlung wurde festgestellt, dass für die Berechnung der Geschossflächenzahl sowohl ein nördlich des New-York-Rings liegendes unbebautes Grundstück mit berücksichtigt wurde, als auch das oberirdische Erdgeschoss als Kellergeschoss definiert wurde. Als Folge durfte der zweite Grundstücksteil jahrelang nicht bebaut werden.

## Nutzung
Seit der Errichtung ist Ergo bzw. die unmittelbaren Vorgänger alleiniger Nutzer des Gebäudes.

## Umbauten, Modernisierung, Erweiterung
Das Gebäude wurde von 1995 bis 2016 in sechs großen Abschnitten laufend modernisiert. Der größte Umbau erfolgte von 1998 bis 1999, als Foyer und Casino vollkommen neu konzipiert wurden. Beide Abteilungen erhielten deutlich hellere Farben und sehr viel mehr Tageslicht als vorher.
Ab 1980 bestand Erweiterungsbedarf, den die Hamburg-Mannheimer auf dem nördlich des New-York-Rings gelegenen Grundstücksteil umsetzen wollte. Das war im Rahmen der zu dem Zeitpunkt geltenden Bebauungspläne jedoch nicht mehr möglich. Erst ein jahrelanger Rechtsstreit mit einer abschließenden Entscheidung des Hamburger Senates führte 1986 zu einem geänderten Bebauungsplan, der dann auch den gewünschten Erweiterungsbau zuließ. Das als „Hauptverwaltung 2“ bezeichnete Gebäude wurde 1989 fertiggestellt und mit dem Hauptgebäude über eine geschlossene Brücke verbunden. In Form und Stil ähnelt der Erweiterungsbau dem Hauptgebäude und folgt auch im inneren Aufbau den dort angewandten Prinzipien.

## Fotografien und Karte
Koordinaten: 53° 36′ 4,6″ N, 10° 1′ 5,6″ O

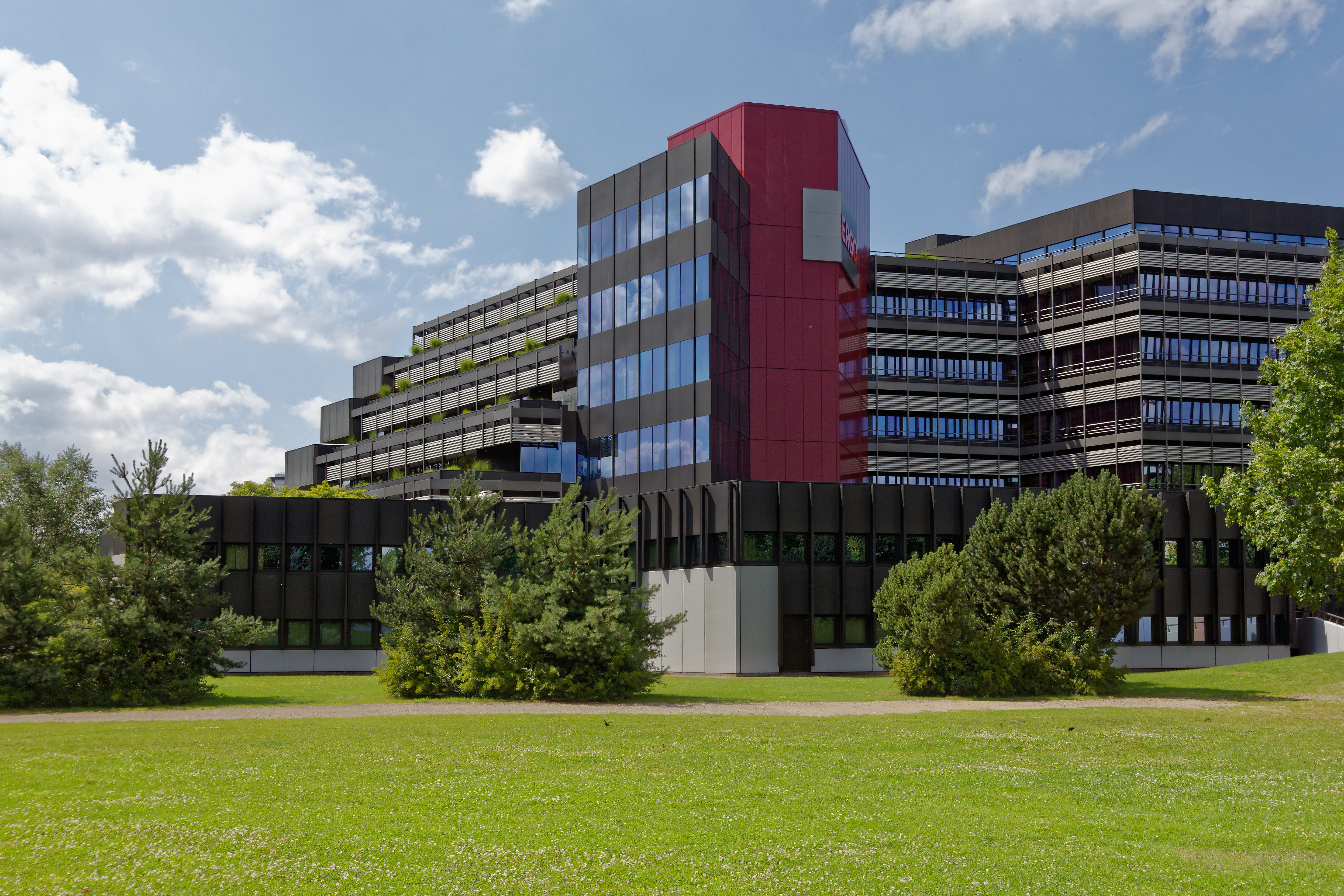
Fassade zum City-Nord-Park
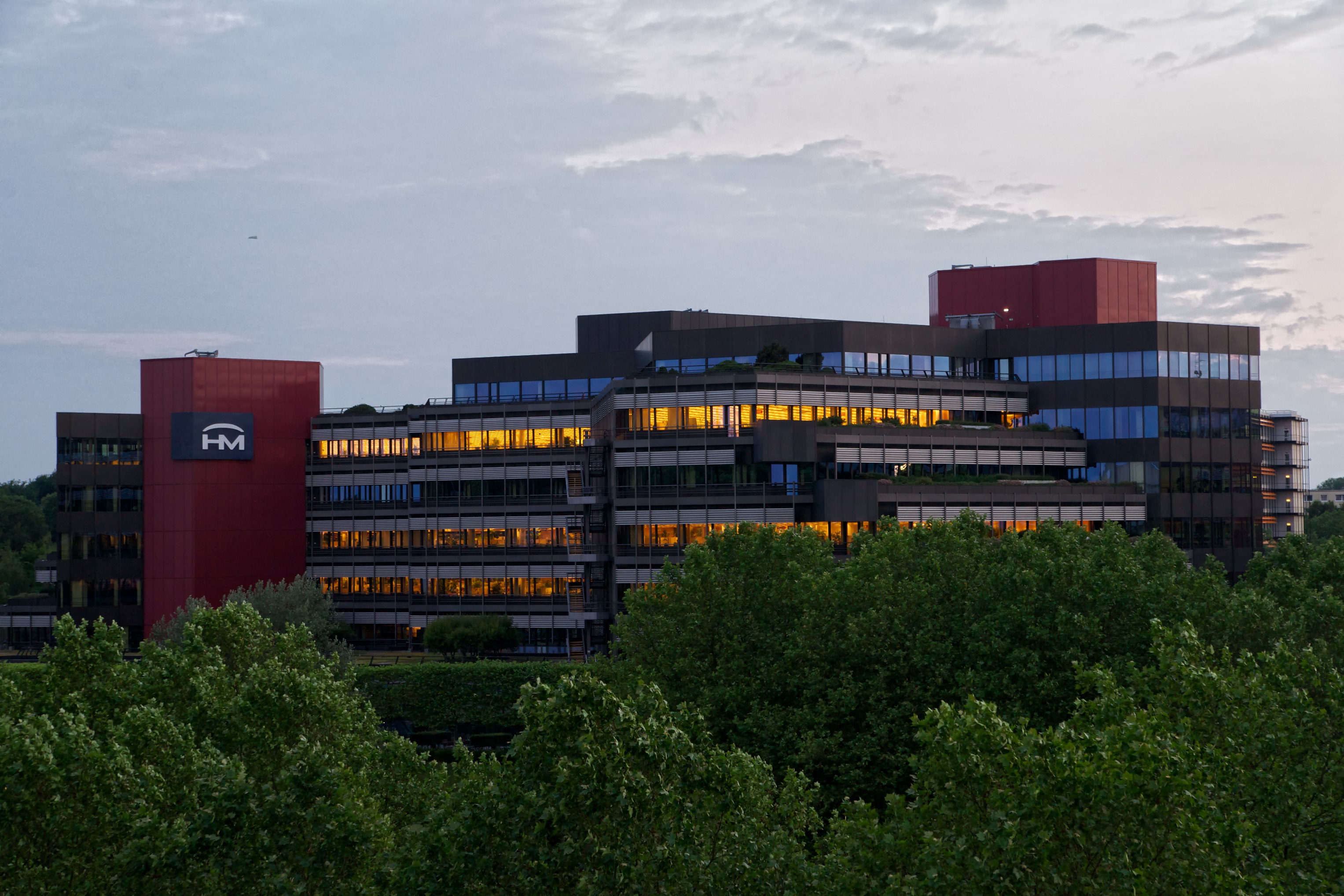
Obere Stockwerke im Jahre 2010 noch mit Hamburg-Mannheimer-Logo
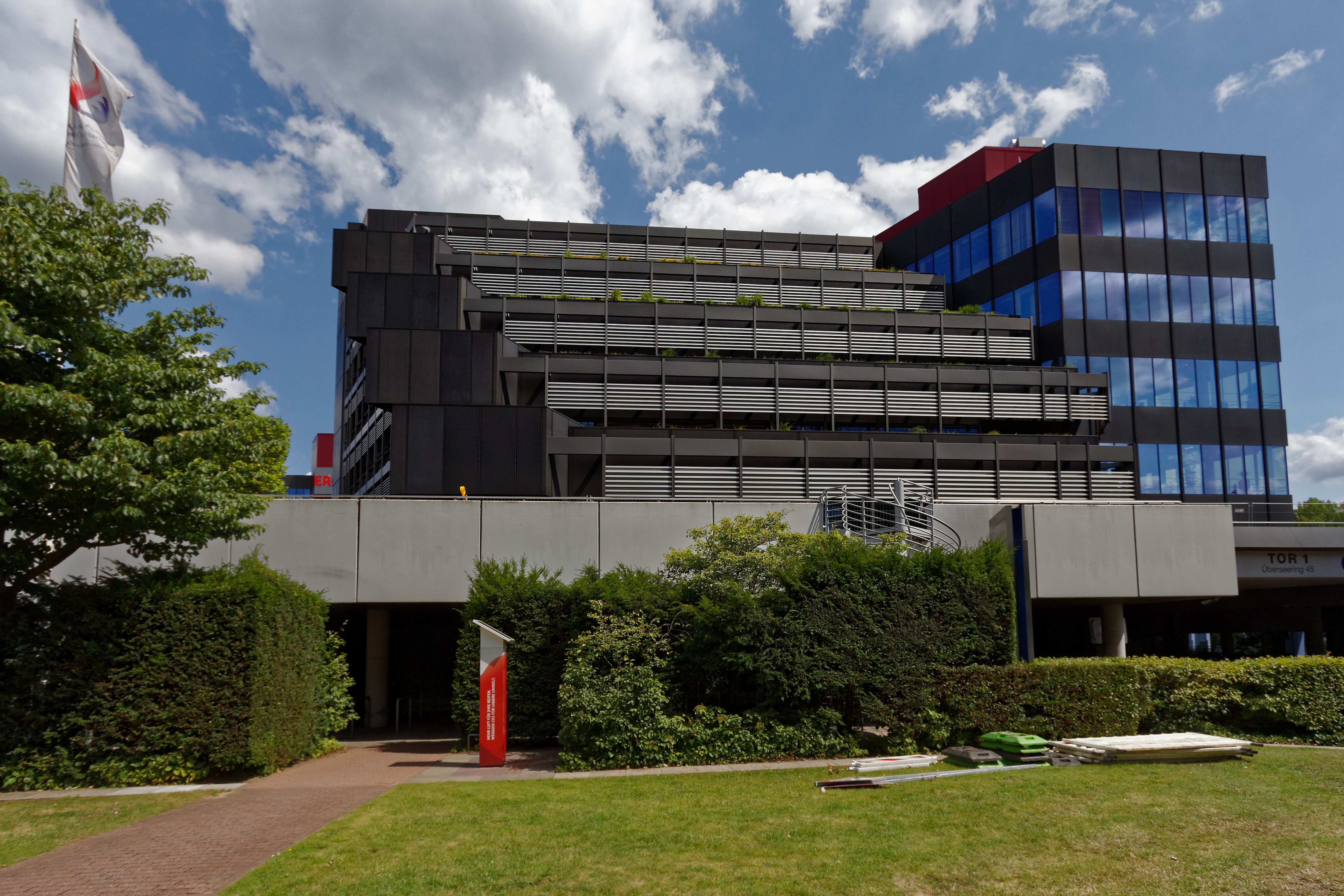
Fassadengestaltung nach Funktion: mittig Büros, rechts Pausenräume
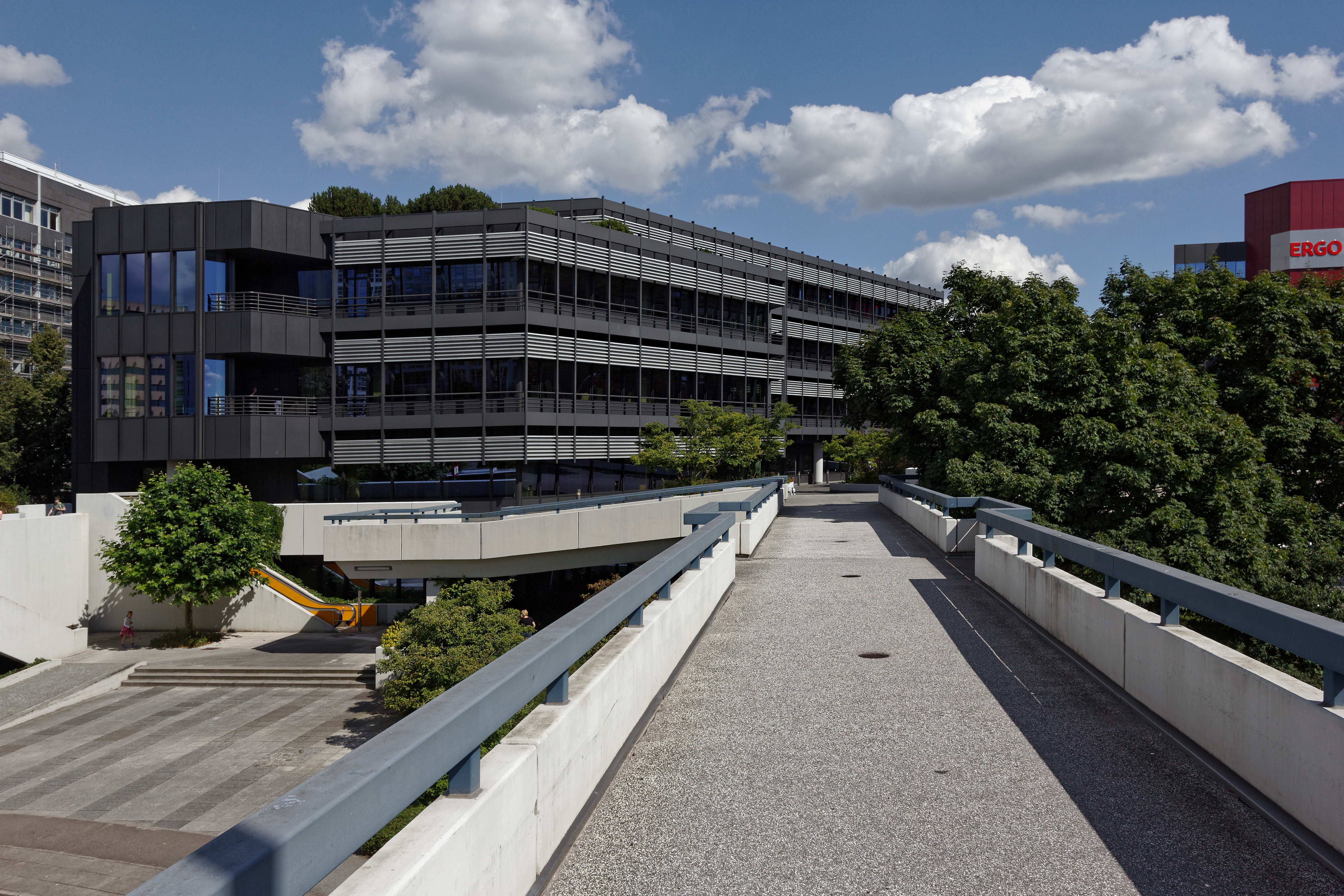
Nördliche Erweiterung New-York-Ring 1